# Euthalia sapitana
Euthalia sapitana är en fjärilsart som beskrevs av Hans Fruhstorfer 1899. Euthalia sapitana ingår i släktet Euthalia och familjen praktfjärilar. Inga underarter finns listade i Catalogue of Life.